# Ligamento colateral tibial
El ligamento lateral interno o ligamento colateral tibial es uno de los 4 ligamentos principales que sustentan la articulación de la rodilla. Los otros 3 son el ligamento lateral externo, el ligamento cruzado anterior y el ligamento cruzado posterior. 

## Descripción
El ligamento lateral interno (LLI) une el fémur con la tibia, su tamaño es 10 cm de largo y 25 mm de anchura. En la parte superior se inserta en la tuberosidad del cóndilo interno del fémur, mientras que en la parte inferior la hace en la porción superior de la cara interna de la tibia.
Las principales lesiones que le afectan son el esguince y la rotura que suelen estar provocadas por un traumatismo sobre la articulación de la rodilla cuando esta se encuentra en situación de rotación externa o en posición de flexión y valgo. También el Síndrome de Pellegrini-Stieda que es una osificación del ligamento por un traumatismo previo.